# Richard Koeper
Richard Manfred Koeper (San Francisco, Kalifornia, 1943. július 23. – Corvallis, Oregon, 2010. március 13.) amerikai amerikaifutball-játékos és edző.

## Fiatalkora
A késő 1950-es és kora 1960-as években a Sequoia középiskola amerikaifutball-játékosa volt; elnyerte a NorCal év játékosa díjat és az All-America elismerést.

## Pályafutása
Az 1965-ös NFL-draftben a Green Bay Packers kiválasztotta. 1966-ban az Atlanta Falcons, később pedig a BC Lions játékosa volt. Az 1960-as években az Oregon State Beavers játékosa, később edzőhelyettese volt.

## Halála és emlékezete
1991-ben az Oregon State Beavers dicsőségcsarnokának tagja lett.
2010. március 13-án, 66 évesen hunyt el szívinfarktusban.

## Fordítás
- Ez a szócikk részben vagy egészben  a   Richard Koeper című angol Wikipédia-szócikk ezen változatának fordításán alapul.  Az eredeti cikk szerkesztőit annak laptörténete sorolja fel. Ez a jelzés csupán a megfogalmazás eredetét és a szerzői jogokat jelzi, nem szolgál a cikkben szereplő információk forrásmegjelöléseként.